# Henry Nxumalo
Henry Nxumalo [nkǁɔˈmalɔ] (* 1917 in Mvutshini bei Margate, Natal; † 31. Dezember 1957 in Orlando, Johannesburg; Spitzname Mr. Drum) war ein südafrikanischer Journalist.

## Leben
Henry Nxumalo wurde in der heutigen Provinz KwaZulu-Natal als Kind von Lazarus und Josephine Nxumalo als erstes von sieben Kindern geboren. Er besuchte die Fascadale Mission School und wechselte später auf ein Internat in Durban. Bereits als Schüler konnte er Artikel und Gedichte in mehreren Zeitschriften veröffentlichen, etwa der Bantu World. Er erhielt eine Anstellung als Journalist bei der Johannesburger Zeitung Post. Während des Zweiten Weltkriegs kämpfte er in der südafrikanischen Armee im westlichen Ägypten. Nach seiner Rückkehr nach Südafrika gab es wegen der 1948 aufgekommenen Apartheid kaum Arbeitsmöglichkeiten für schwarze Journalisten wie Nxumalo. Sein Ziel war ein investigativer Journalismus, der aber damals in den Verlagen unerwünscht war. Unter anderem schrieb er in dieser Zeit Reportagen für europäische Zeitungen.
1951 wurde die Zeitschrift Drum als Lifestyle-Magazin vor allem für Schwarze gegründet. Sie hatte ihren Sitz im Stadtteil Sophiatown, dem damaligen Zentrum der urbanen Kultur der südafrikanischen Schwarzen. Nxumalo wurde gebeten, die Stelle des stellvertretenden Herausgebers neben Anthony Sampson zu übernehmen. Er war zunächst auch Sportreporter und berichtete aus der Musikszene. Er arbeitete mit dem in Deutschland geborenen Fotografen Jürgen Schadeberg zusammen. 1952 wurde er als „Mr. Drum“ bekannt, als er durch Wohnviertel ging und dem jeweils ersten Menschen, der ihn erkannte, einen Geldpreis überreichte. Zusammen mit weiteren Journalisten des Magazins wie Lewis Nkosi, Bloke Modisane, Todd Matshikiza und Can Themba bildete er die „Drum boys“, deren Motto Live fast, die young and have a good-looking corpse („Leb schnell, stirb jung und hab eine gut aussehende Leiche“) lautete. Nxumalo verschrieb sich dem investigativen Journalismus und veröffentlichte seine Reportagen unter der Rubrik „Mr. Drum“. So untersuchte er 1952 für das Magazin als verdeckter Ermittler die an Sklaverei grenzenden Arbeitsbedingungen der Schwarzen auf Kartoffelfarmen bei Bethal. Er ließ sich später wegen Verstoßes gegen eine Ausgangssperre verhaften und verbrachte fünf Tage im Johannesburger Central Prison. Er beschrieb die dort herrschenden, menschenunwürdigen Bedingungen und wurde so international bekannt. Ferner untersuchte er die Rolle von Kirchen im Apartheidssystem und stieß auf Diskrepanzen zwischen der Verkündung der Nächstenliebe und der faktischen Unterstützung der Apartheid.
1957 kam Nxumalo einem Johannesburger Arzt auf die Spur, der in den damaligen Western Native Townships im Westen Johannesburgs illegal Abtreibungen an schwarzen Frauen vornahm, von denen mehrere starben. Im Verlauf dieser Nachforschungen wurde Nxumalo durch zahlreiche Messerstiche ermordet. Die Täter blieben unbekannt.

## Auszeichnungen
- 2004: Umbenennung der belebten Goch Street im Johannesburger Stadtteil Newtown in Henry Nxumalo Street
- 2005: Südafrikanischer Order of Ikhamanga in Silber für Exzellenz in südafrikanischem Journalismus (postum)[6]

## Film
- Der 2004 erschienene Spielfilm Drum – Wahrheit um jeden Preis (Originaltitel: Drum) handelt von Nxumalos Zeit bei dem Magazin, besonders seiner Zusammenarbeit mit Jürgen Schadeberg.

## Theater
- Fraser Grace, Sylvester Stein: Who Killed Mr Drum? Drama, Theatre Communication, 2007, ISBN 978-1840026108.